# Simulium snowi
Simulium snowi är en tvåvingeart som beskrevs av Stone och Snoddy 1969. Simulium snowi ingår i släktet Simulium och familjen knott. Inga underarter finns listade i Catalogue of Life.